# Anders Kraupp
Per Anders Kraupp (Estocolmo, 3 de septiembre de 1959) es un deportista sueco que compitió en curling. Su hijo Sebastian compitió en le mismo deporte.
Ganó dos medallas de oro en el Campeonato Mundial de Curling, en los años 2001 y 2004, y seis medallas en el Campeonato Europeo de Curling entre los años 2000 y 2005.
Participó en dos Juegos Olímpicos de Invierno, ocupando el cuarto lugar en Salt Lake City 2002 y el octavo en Turín 2006, en la prueba masculina.

## Palmarés internacional
| Campeonato Mundial | Campeonato Mundial                | Campeonato Mundial | Campeonato Mundial |
| Año                | Lugar                             | Medalla            | Prueba             |
| ------------------ | --------------------------------- | ------------------ | ------------------ |
| 2001               | Lausana (Suiza)                   | Medalla de oro     | Equipo             |
| 2004               | Gävle (Suecia)                    | Medalla de oro     | Equipo             |
| Campeonato Europeo |                                   |                    |                    |
| Año                | Lugar                             | Medalla            | Prueba             |
| 2000               | Oberstdorf (Alemania)             | Medalla de bronce  | Equipo             |
| 2001               | Vierumäki (Finlandia)             | Medalla de oro     | Equipo             |
| 2002               | Grindelwald (Suiza)               | Medalla de plata   | Equipo             |
| 2003               | Courmayeur (Italia)               | Medalla de plata   | Equipo             |
| 2004               | Sofía (Bulgaria)                  | Medalla de plata   | Equipo             |
| 2005               | Garmisch-Partenkirchen (Alemania) | Medalla de plata   | Equipo             |